# Diatomit
Diatomit eller kiselgur er en sedimentær bjergart, der består af skeletterne fra encellede kiselalger (diatoméer), og ofte lidt ler og silt. Diatomiter er i Danmark især kendt fra Fur Formationens moler. Moleret består af 45-60% diatoméer, 30-45% aske og 10% vulkansk støv. Den ældre betegnelse 'kiselgur' har især været brugt om diatomiter i interglaciale moser. 

## Lokale varianter
- Moler er en dansk diatomit af Eocæn alder fra Limfjordområdet.
- Tripolit har navn efter forekomsten ved byen Tripoli i Libyen.
- Bann Clay er en diatomit fundet i Irland.